# Euphyia constricta
Euphyia constricta är en fjärilsart som beskrevs av W. Warren 1901. Euphyia constricta ingår i släktet Euphyia och familjen mätare. Inga underarter finns listade i Catalogue of Life.